# 16168 Palmen
A 16168 Palmen (ideiglenes jelöléssel 2000 AR91) a Naprendszer kisbolygóövében található aszteroida. A LINEAR projekt keretében fedezték fel 2000. január 5-én.